# Nehvoroșci, Andrușivka
Nehvoroșci (în ucraineană Нехворощ) este o comună în raionul Andrușivka, regiunea Jîtomîr, Ucraina, formată numai din satul de reședință.
Localitatea face parte din regiunea istorică Volânia, iar după tratatul de pace de la Riga din 1921 a devenit parte a Uniunii Sovietice.

## Demografie
Componența lingvistică a satului Nehvoroșci
     Ucraineană (98%)
     Rusă (1,93%)
Conform recensământului din 2001, majoritatea populației satului Nehvoroșci era vorbitoare de ucraineană (98%), existând în minoritate și vorbitori de rusă (1,93%).